# Jean-Paul Den Haerynck
Jean-Paul Den Haerynck (Oudenaarde, 22 augustus 1955) is een Vlaams dichter, vertaler en essayist.

## Biografie
Tot 1978 woonde Den Haerynck in Nukerke – het dorp waar ook Hugo Claus woonde van 1964 tot 1970. Na zijn studies Germaanse filologie (Nederlands-Duits, 1974-1978) aan de Gentse universiteit ging hij in Gent wonen en werken, onder meer in het Poëziecentrum (1984-1985) en op de Literatuurafdeling (1986-2017) van de Gentse Stedelijke Openbare Bibliotheek (vanaf  2017: Bibliotheek De Krook). Hij was daar curator van diverse literaire tentoonstellingen en mede-programmator van literaire middagen zoals De Paarse Zetel.

## Literaire duizendpoot
Den Haerynck was redactiesecretaris (1986-1991), vertaler en dichter voor het literaire tijdschrift Yang. Hij publiceerde ook gedichten en essays in literaire en culturele tijdschriften zoals Dietsche Warande & Belfort, Poëziekrant en Ons Erfdeel.
In 1989 verscheen zijn debuutbundel Bouwval, een eigenzinnige visie op zijn jeugd in de Vlaamse Ardennen en een tedere waarneming van mens, natuur en wereld in verleden, heden en toekomst. In 2010 publiceerde hij met Gent verbonden poëzie in de kunstmap Leur bleu : onoplosbare poëzie = poésie insoluble, samen met andere dichters Moniek De Vis, Johan De Vos, Arnold Eloy, Nicole Ledegen, Lieva Reunes en beeldend kunstenaar Francis Bekemans.
Sedert 2004 is hij op vrijwillige basis actief als redacteur-coördinator en auteur van talrijke lemma’s en nieuwsitems voor de literaire erfgoedvereniging en website Literair Gent, een initiatief van directeur-bibliothecaris Frans Heymans en Gent Cultuurstad, het huidige STAM.